# Macroprionus heros
Macroprionus heros är en skalbaggsart som först beskrevs av Semenov 1900.  Macroprionus heros ingår i släktet Macroprionus och familjen långhorningar. Inga underarter finns listade i Catalogue of Life.